# Dryocopus lineatus
Dryocopus lineatus е вид едра птица от семейство Picidae.

## Разпространение и местообитание
Видът е разпространен в Мексико и на юг до Северна Аржентина и Тринидад. Среща се основно по краищата на гори и други открити гористи местности. Не е планинска птица, въпреки че понякога може да се види в планините на Колумбия.

## Описание
Този вид кълвач достига на дължина от 31,5 до 36 cm. Наподобява качулатия кълвач, срещащ се в САЩ и Канада.
Възрастните са оцветени основно в черно отгоре, с червен гребен и белезникави линии в основата на клюна, надолу по шията и раменете.

## Подвидове
- D. l. scapularis (Vigors, 1829) – среща се в южните части на Мексико (Сонора южно от Гереро).
- D. l. similis (Lesson, 1847) – среща се в югоизточните части на Мексико и на юг до североизточните части на Коста Рика.
- D. l. lineatus (Linnaeus, 1766) – среща се в югоизточните части на Коста Рика, на юг до западната част на Колумбия, на изток до Тринидад и Гвиана, и на юг до източните части на Перу и Бразилия (Сао Пауло).
- D. l. fuscipennis (P. L. Sclater, 1860) – среща се в западните части на Еквадор и северозападните части на Перу.
- D. l. erythrops (Valenciennes, 1826) – среща се в източните части на Парагвай, североизточните части на Аржентина и югоизточна Бразилия.

## Размножаване
Обикновено снасят до две-три бели яйца в периода март-април за видовете в Панама, април-май – за тези в Белиз, и февруари-април в Тринидад и Суринам. Правят гнезда, като изкопават кухина в някое мъртво дърво на височина от 2 до 27 метра над земята. И двата родителя участват в правенето на гнездото, което е с дълбочина около 45 cm, широчина 13 х 18 cm и има вход с диаметър около 9 cm.
Двата пола се сменят на 2 – 3 часа при мътенето през деня, но само мъжките участват в мътенето през нощта.
Новородените пиленца се хранят веднъж на всеки час от двамата родителя чрез регургитация. Женската извършва по-голямата част от храненето на малките, докато мъжкият през това време охранява гнездото.

## Хранене
Този вид кълвачи изрязват дупки, често доста големи, докато търсят насекоми в дърветата. Диетата им включва най-вече мравки, бръмбари и техните ларви, както и някои семена, плодове и ядки.